# Jaja (Fluss)
Die Jaja (russisch Яя) ist ein etwa 380 km langer linker Nebenfluss des Tschulym in Sibirien im asiatischen Teil Russlands.

## Verlauf
Die Jaja entspringt in der Nähe der Siedlung Jaschkino im Nordwesten der Oblast Kemerowo, fließt zunächst in östlicher, dann nach Aufnahme ihres rechten Nebenflusses Barsas teilweise stark mäandrierend durch den südöstlichen Teil des Westsibirischen Tieflandes in nördlicher Richtung. Bei der Siedlung Jaja wird der Fluss von der Transsibirischen Eisenbahn gekreuzt, um schließlich etwa 10 km oberhalb der Stadt Assino (Oblast Tomsk) in den Tschulym zu münden (95 m).
Das Einzugsgebiet umfasst 11.700 km². Der mittlere Abfluss (MQ) beim Dorf Semjonowka, 22 km oberhalb der Mündung, beträgt 82,7 m³/s (Minimum im März: 11,5 m³/s, Maximum im Mai: 500 m³/s). Der Fluss ist dort 108 m breit und 0,7 m tief; die Fließgeschwindigkeit beträgt 0,4 m/s.
Die Jaja gefriert von Ende November bis April.
Sie ist ab der Mündung auf 114 km schiffbar (bis zum Dorf Nowostroika unterhalb der Einmündung des linken Nebenflusses Kitat), wird jedoch nicht regulär für die Binnenschifffahrt genutzt.